# Pierre Peyrusson
Pierre Peyrusson (* 27. April 1881 in Limoges; † 16. September 1914 in Montfaucon-d’Argonne) war ein französischer Schwimmer.

## Karriere
Peyrusson nahm 1900 an den Olympischen Spielen in Paris teil. In den Wettbewerben über 200 m Freistil und 200 m Rücken scheiterte er jeweils im Vorlauf. In der Disziplin des Unterwasserschwimmens erreichte der Franzose den neunten Rang.
Der Schwimmer starb zu Beginn des Ersten Weltkrieges bei Kämpfen an der Maas.